# Taenhatentaron
Taenhatentaron, nekadašnje selo Wendat Indijanaca u Ontariju, Kanada, gdje se nalazila hjuronska misija Saint Ignace, tada nazivano i Saint-Louis. Uništili su ga 1649. Irokezi, pobivši mnoge stanovnike, a selo im je postalo baza za daljnja osvajanja. Misionari Jean de Brébeuf i Gabriel Lalemant koji su radili na pokrštavanju Indijanaca, tom su prilikom uhvaćeni i ubijeni na izuzetno okrutan način. 

## Vanjske poveznice
- Huron Indian Towns and Villages